# Johan Støa
Johan Hostvet Støa (* 13. Juni 1900 in Hønefoss; † 29. Oktober 1991 in Drammen) war ein norwegischer Skilangläufer und Leichtathlet.

## Werdegang
Støa wurde im Jahr 1924 norwegischer Meister über 10.000 m und im Jahr 1927 im Skilanglauf norwegischer Meister über 30 km. Im Jahr 1926 erhielt er den Egebergs Ærespris. Bei den Olympischen Winterspielen 1928 in St. Moritz errang er den achten Platz über 50 km. Im August 1928 startete er bei den Olympischen Sommerspielen in Amsterdam im Marathon und kam dabei auf den 36. Platz.